# HVAR
HVAR (англ. High Velocity Aircraft Rocket. укр. Високошвидкісна авіаційна ракета) — американська некерована авіаційна ракета калібру 127 мм (5 дюймів). Широко застосовувалась у другій світовій та корейській війні. Вироблялася з 1944 по 1955 рік.

## Історія
Випробування HVAR було завершено до дня Д , 6 червня 1944 року, і невдовзі на P-47 Thunderbolt Дев’ятої авіації Республіки були завантажені реактивні ракети HVAR для підтримки прориву в Нормандії. Серед інших одномоторних літаків носіями були Vought F4U Corsair , Grumman F6F Hellcat , Grumman TBF/TBM Avenger і Curtiss SB2C Helldiver . Двомоторні літаки, іноді озброєні HVAR, включали Lockheed P-38 Lightning ,  бомбардувальник PBJ Mitchell і бомбардувальник Lockheed PV-2 Harpoon.

## Опис
Ракета HVAR мала калібр 127 мм (5 дюймів), вага — 61 кг, маса БЧ — 20,6 кг, яка містила 3,4 кг вибухівки. Довжина — 173 см. Ракета мала високу як на той час точність.
HVAR міг пробивати 4 фути (1,2 м) залізобетону і використовувався для затоплення транспортних засобів, вибивання ДОТів і вогневих точок зенітної зброї, підриву сховищ боєприпасів і нафти, а також знищення танків, локомотивів і бункерів.